# Transenna

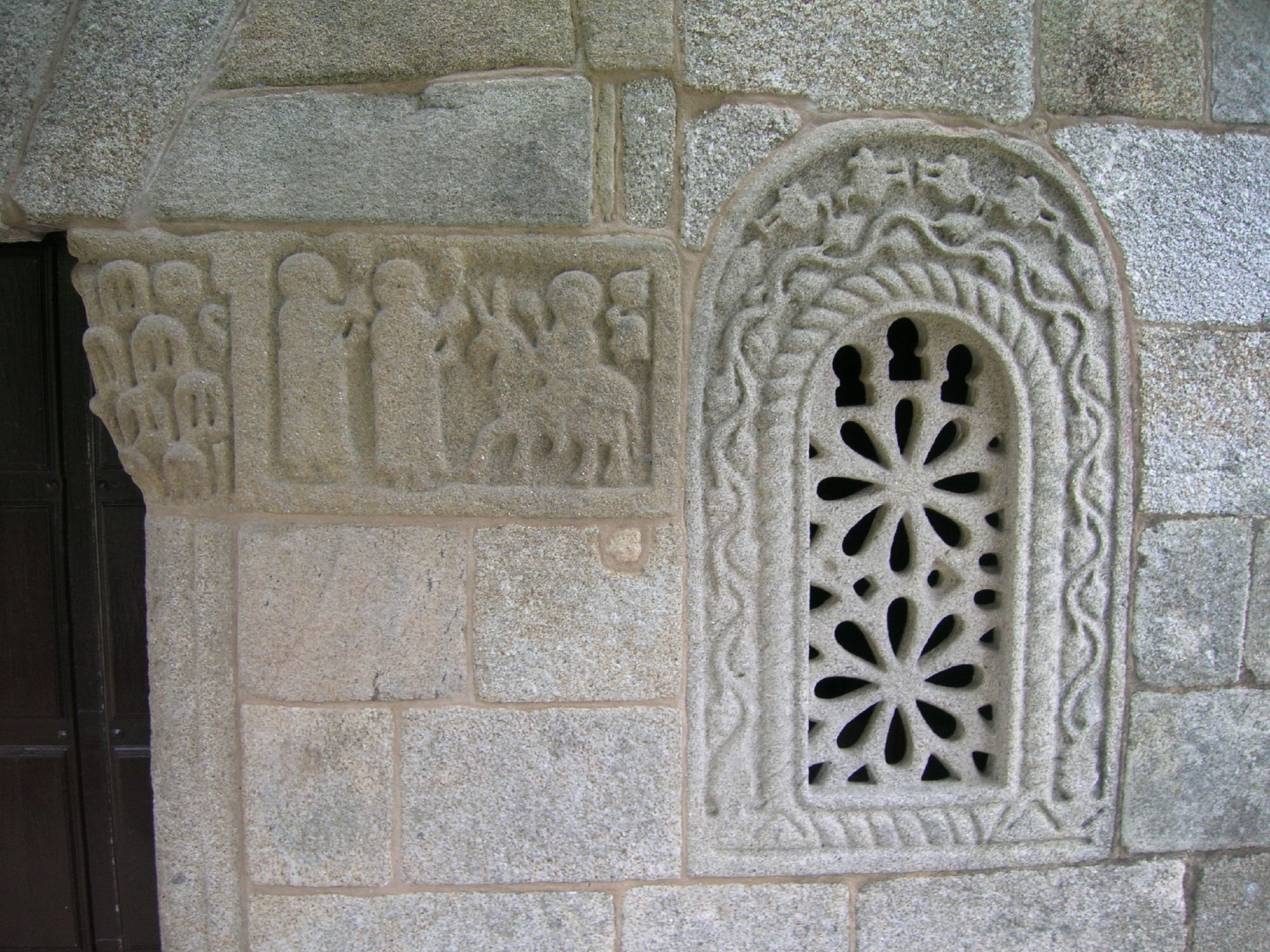
Transenna in der Kapelle San Xes de Francelos in Galicien

Eine Transenna (lateinisch transenna = „Gitterfenster“, Plural: „Transennen“) ist eine ornamental durchbrochene Stein-, Holz- oder Marmorplatte. In Spanien, wo damit versehene Fenster besonders zahlreich und besonders anspruchsvoll gestaltet sind, werden diese durchbrochenen Stein- oder auch Stuckplatten als Celosia bezeichnet.

## Etymologie
Im Spanischen werden diese Fensterfüllungen als celosía („Eifersucht“) bezeichnet; die französische Entsprechung jalousie ist im deutschen Begriff Jalousie enthalten.

## Geschichte
In hellenistischer und kaiserzeitlicher Architektur wurden Transennen als Abschrankungen eingesetzt. In der vorromanischen Baukunst dienten sie auch als Chorschranken. Vor der Einführung von Glasfenstern wurden sie zum Verschluss von Fensteröffnungen verwendet. Beispiele für die Verwendung von Transennen als Fensterfüllungen finden sich häufig in den vorromanischen Kirchen der Iberischen Halbinsel, in Asturien, Galicien und Kastilien und León.

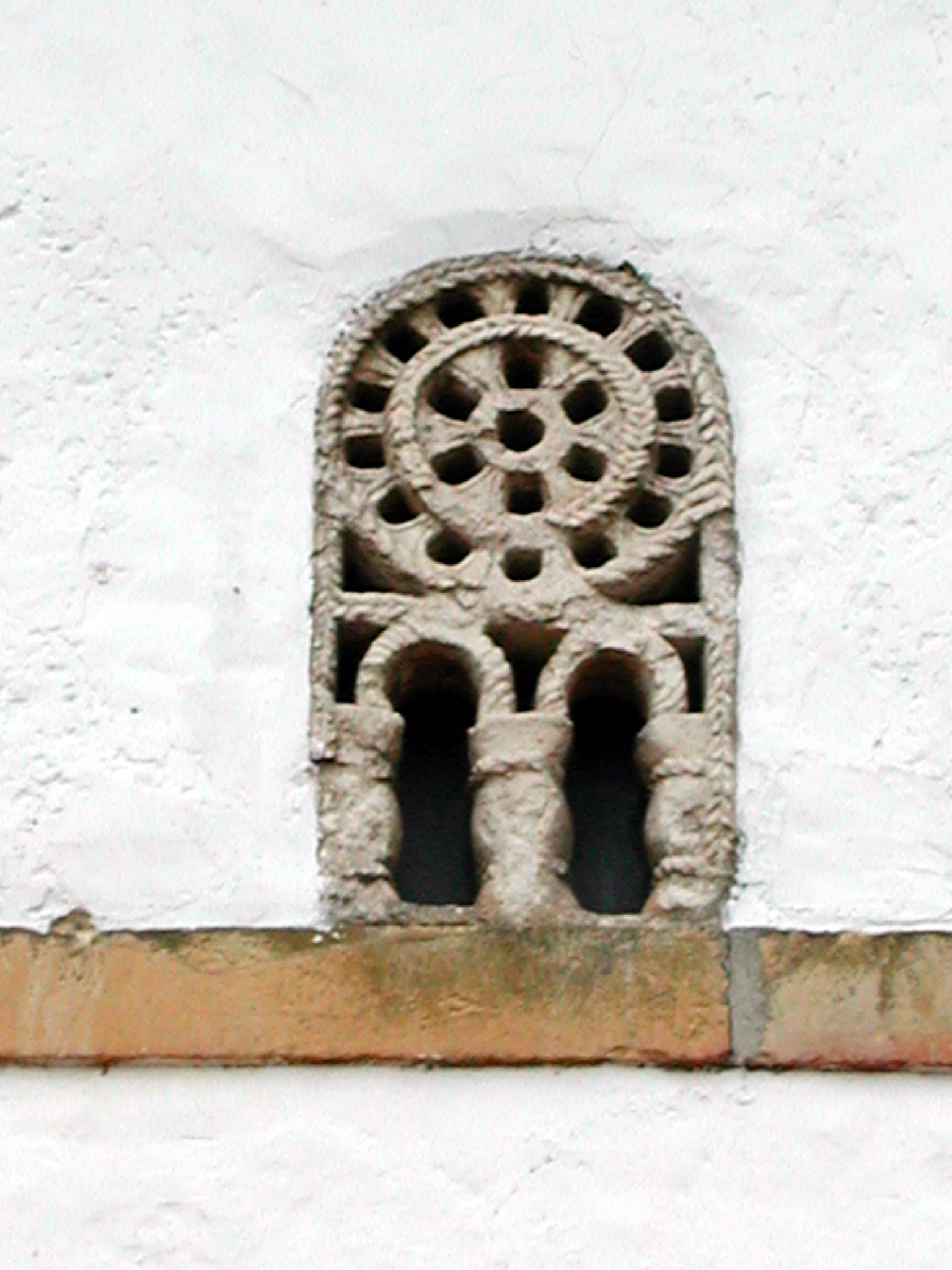
Kirche San Miguel de Villardeveyo in Llanera (Asturien)
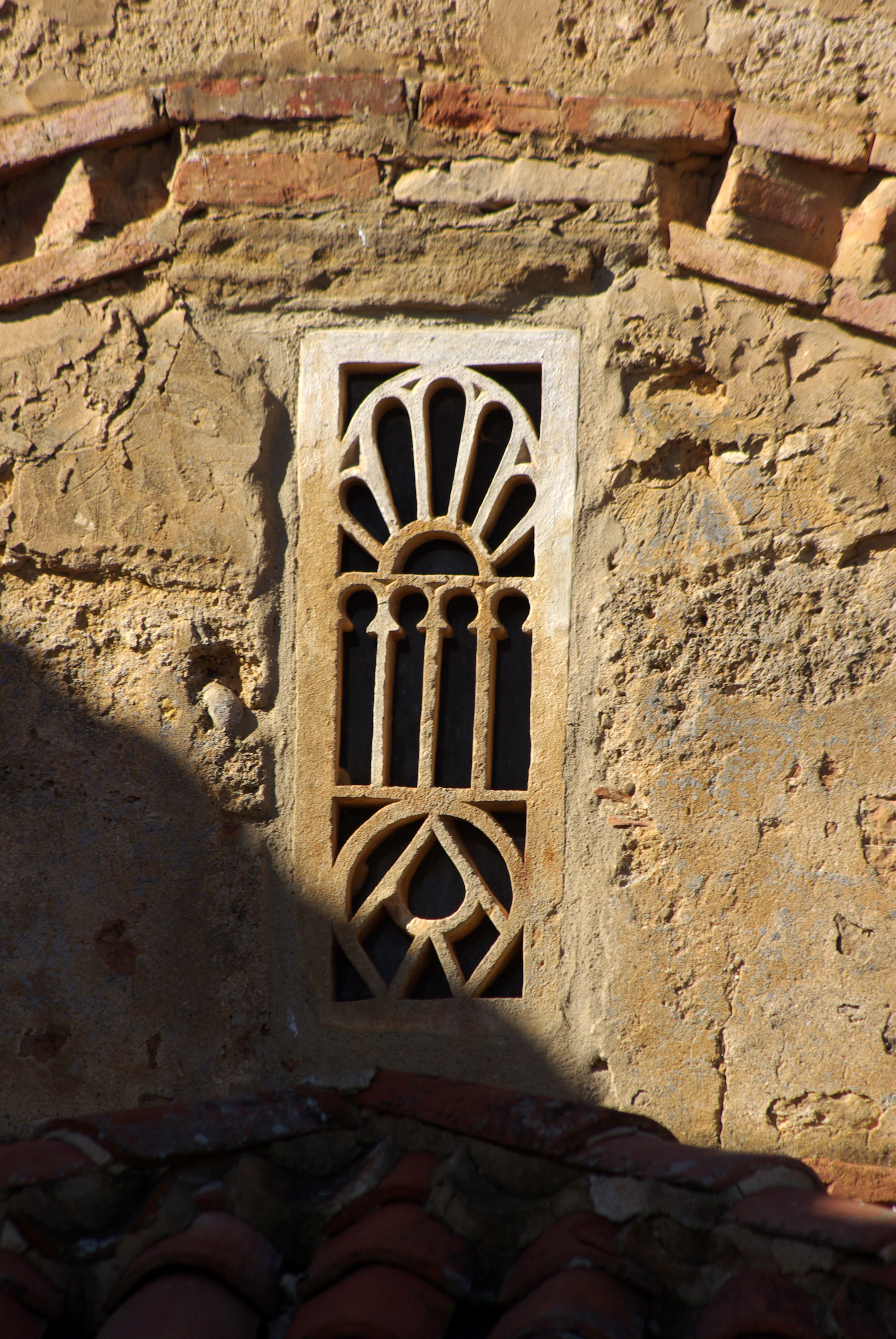
Kirche San Miguel de Escalada in der Provinz León
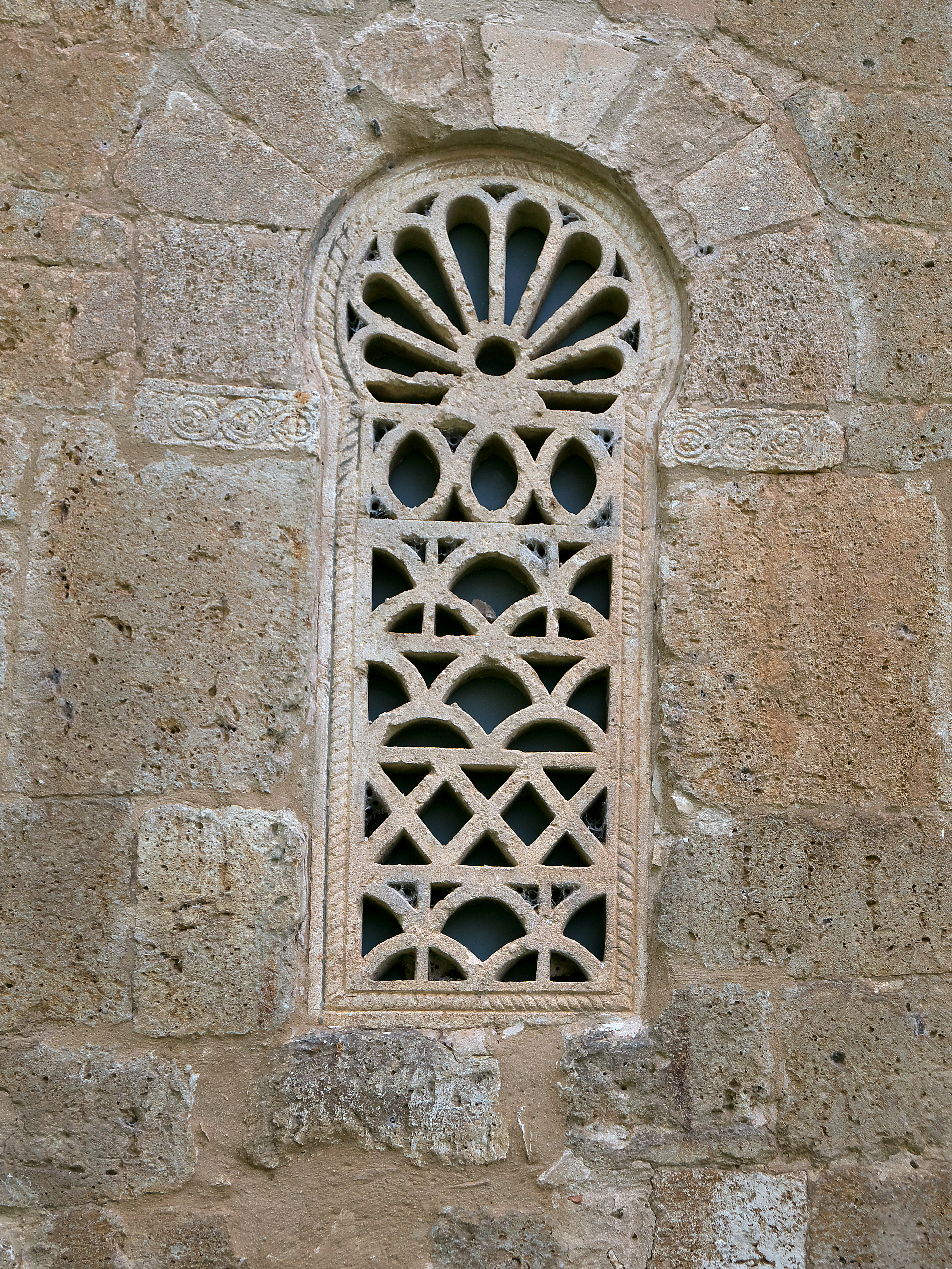
Kirche San Juan de Baños in der Nähe von Palencia
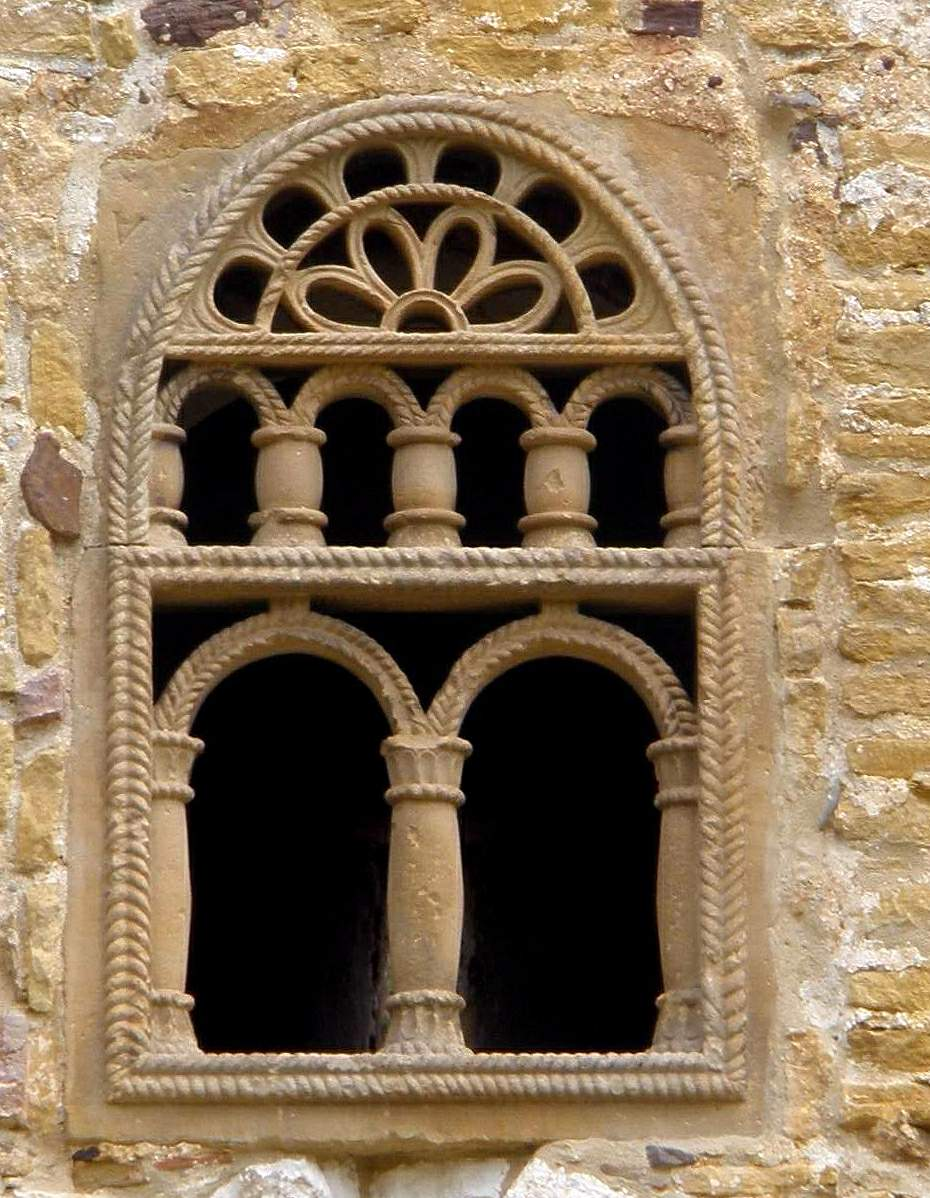
Kirche San Miguel de Lillo (Asturien)
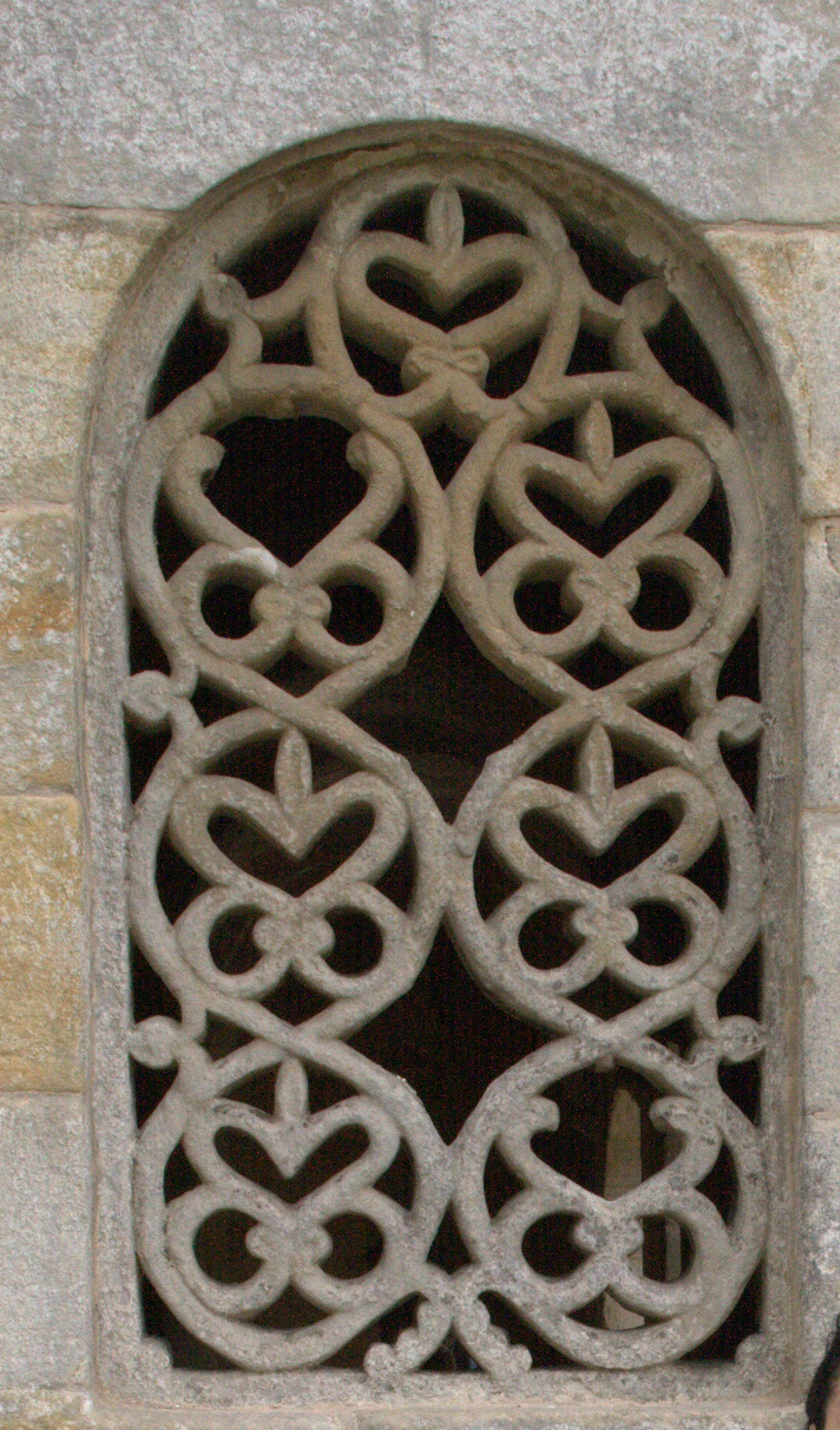
Kirche San Salvador de Valdediós (Asturien)

In der gotischen Architektur wird die Aufteilung von Fenstern und Wandflächen durch Steinprofile als Maßwerk bezeichnet. Dabei sind die Glasflächen im Verhältnis zur Breite der Gitterelemente zumeist größer als bei der Celosia. Bei einigen Kirchen des sonnenreichen Südens (z. B. in zwei Fassadenfenstern der Kathedrale von Las Palmas) werden transennenähnliche Formen auch noch in der Renaissance sowie im Klassizismus verwendet. 